# Alessandro Laterza
Alessandro Laterza (Bari, 9 febbraio 1958) è un editore italiano.

## Biografia
Alessandro Laterza nasce a Bari il 9 febbraio 1958. Si laurea (1981) in Lettere classiche all'Università di Firenze. Nel 1982 entra nella casa editrice, fondata nel 1901 da Giovanni Laterza e ispirata dal filosofo Benedetto Croce, ricoprendo mansioni di redattore, coordinatore dei servizi di revisione testi, coordinatore del settore Scuola, direttore editoriale, direttore centrale della sede di Bari.
Dal 1997 Alessandro Laterza è Amministratore delegato della Società di cui condivide le responsabilità con il cugino Giuseppe Laterza, Presidente. Alessandro Laterza è anche responsabile della divisione scolastica; Giuseppe Laterza lo è della varia (saggistica e università).
È stato vice presidente di Confindustria con delega al Mezzogiorno (2012) e Presidente della Commissione Cultura (2008).
È stato vice presidente esecutivo nel Consiglio di amministrazione della Libera università internazionale degli studi sociali Guido Carli (Luiss) di Roma (2010).